# Rajon Lahojsk
Der Rajon Lahojsk (belarussisch Лагойскі раён; russisch Логойский район) ist eine Verwaltungseinheit in der Minskaja Woblasz in Belarus mit dem administrativen Zentrum in der Stadt Lahojsk. Die Fläche des Rajons beträgt 2400 km².

## Geographie
Der Rajon Lahojsk liegt im nördlichen Teil der Minskaja Woblasz. Die Nachbarrajone in der Minskaja Woblasz sind im Osten Barysau, im Südosten Smaljawitschy, im Süden Minsk, im Westen und im Nordwesten Wilejka.
Die größten Flüsse sind Hajna, Lonwa, Dwinosa, Ilija, Krajschtschanka und Drosdna.

## Geschichte
Der Rajon Lahojsk wurde am 17. Juli 1924 gebildet.